# Cesta železa Moravským krasem

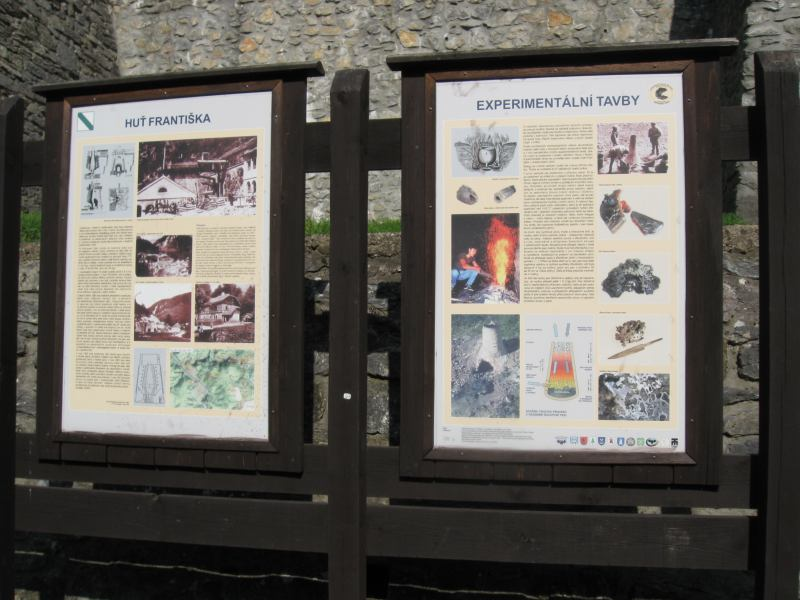
Jeden z panelů naučné stezky

Cesta železa Moravským krasem je naučná stezka, která se nachází v okrese Blansko a z menší části v okrese Brno-venkov v Jihomoravském kraji. Větší část stezky prochází Moravským krasem. 
Naučná stezka, která vznikla v roce 2003, má 5 okruhů, celkovou délku asi 30 km a 27 zastávek. Správci stezky jsou Správa CHKO Moravský kras, Spolek pro rozvoj venkova Moravský kras a Technické muzeum v Brně. Stezka je zařazena do systému tras Evropských cest železa. Výchozími body jsou Blansko, Olomučany, Rudice, Jedovnice, Křtiny, Habrůvka, Adamov a Babice nad Svitavou. 
Naučná stezka se zabývá historií zpracování a těžby rud v Moravském krasu. Město Blansko se pyšní historií zpracování železné rudy a výrobou umělecké litiny, v Olomučanech a v Rudici se od středověku až do 19. století železná ruda těžila. Železářské hutě byly u Adamova a u Jedovnic, na trase se nacházejí i další zajímavé lokality, které souvisejí s touto činností.

## Galerie

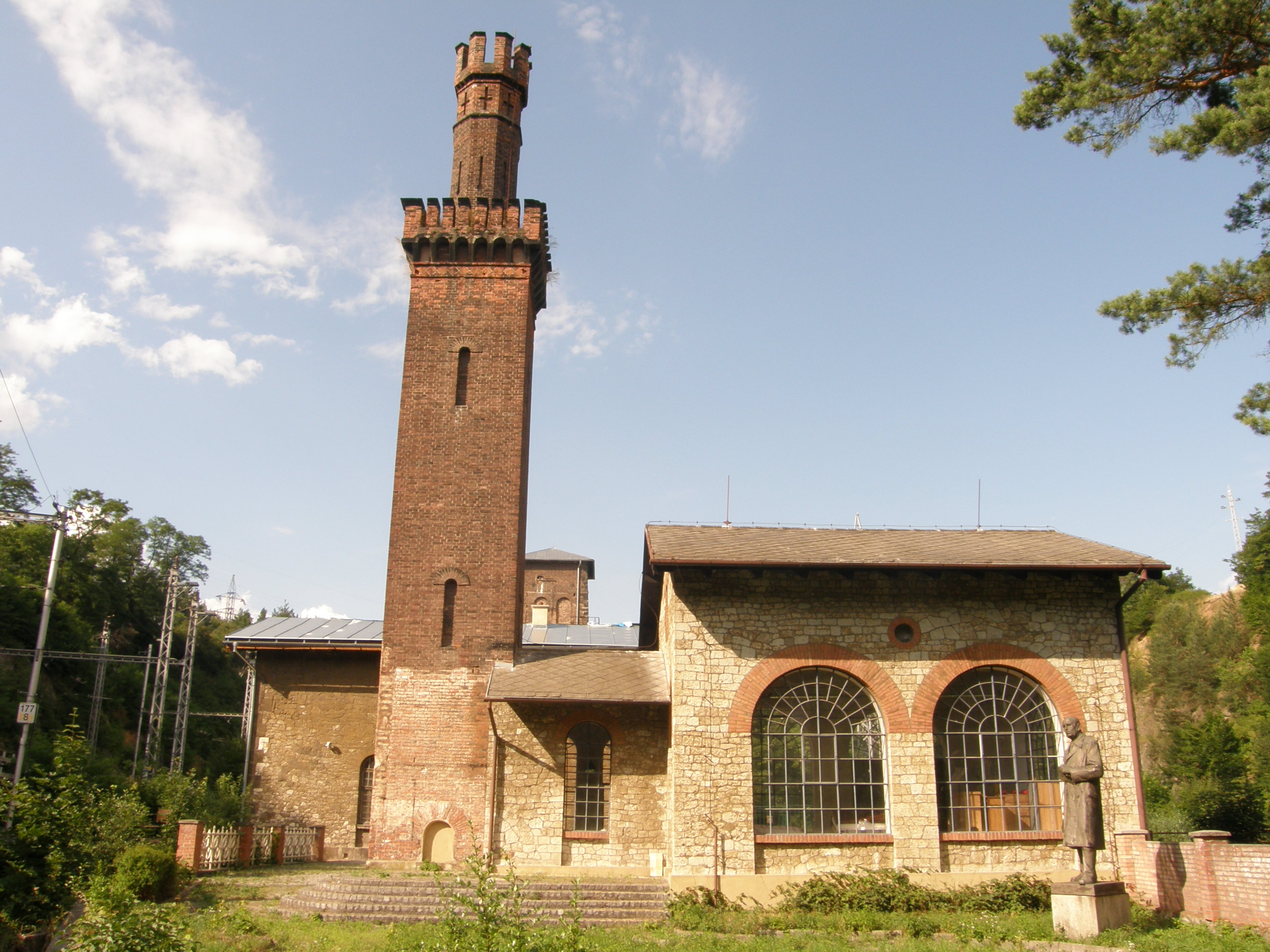
Klamova huť v Blansku
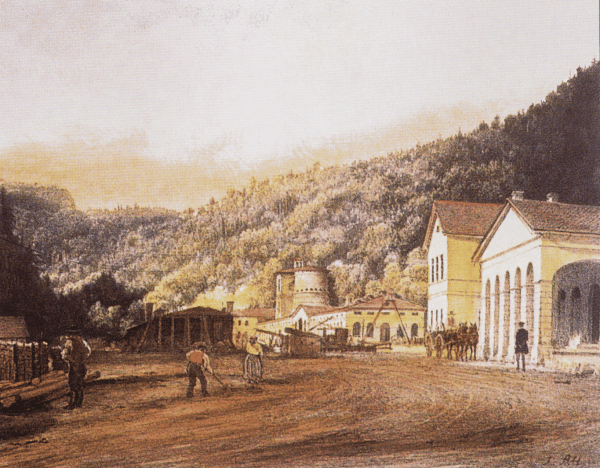
Starohraběcí huť v roce 1850
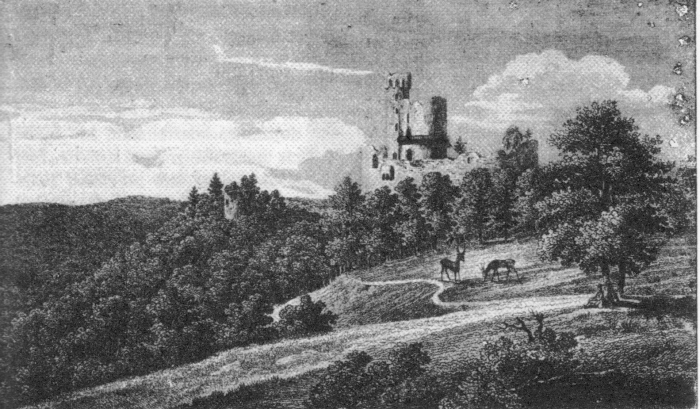
Nový hrad u Olomučan v roce 1842
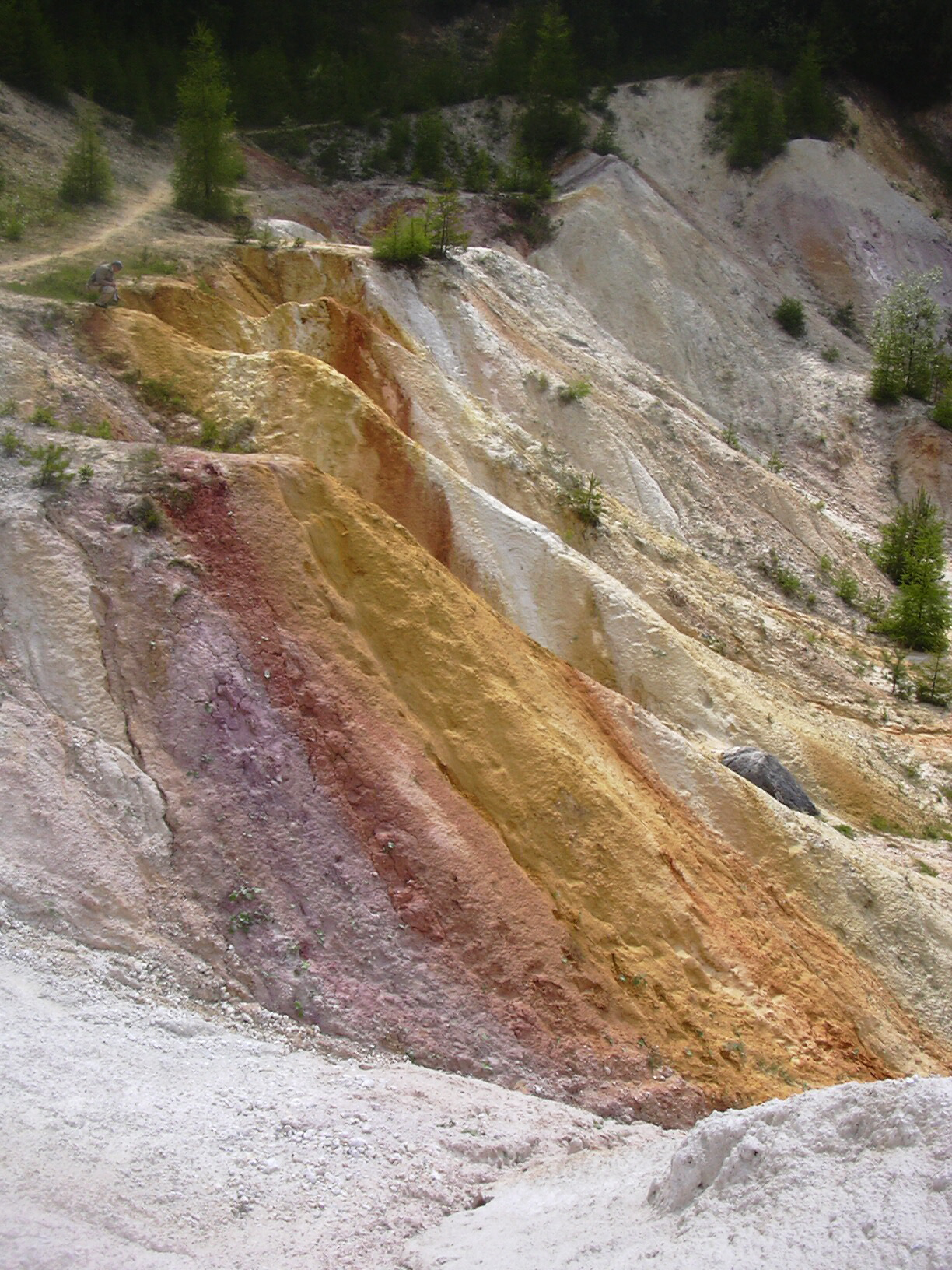
Žegrov - krasová deprese vyplněná rudickými vrstvami, pozůstatek po těžbě železné rudy
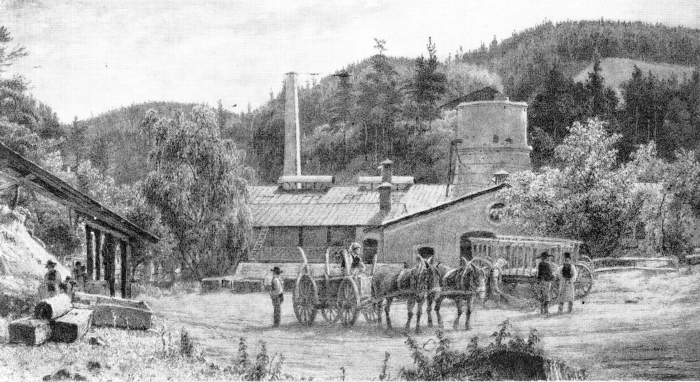
Hugova huť u Jedovnic v roce 1840
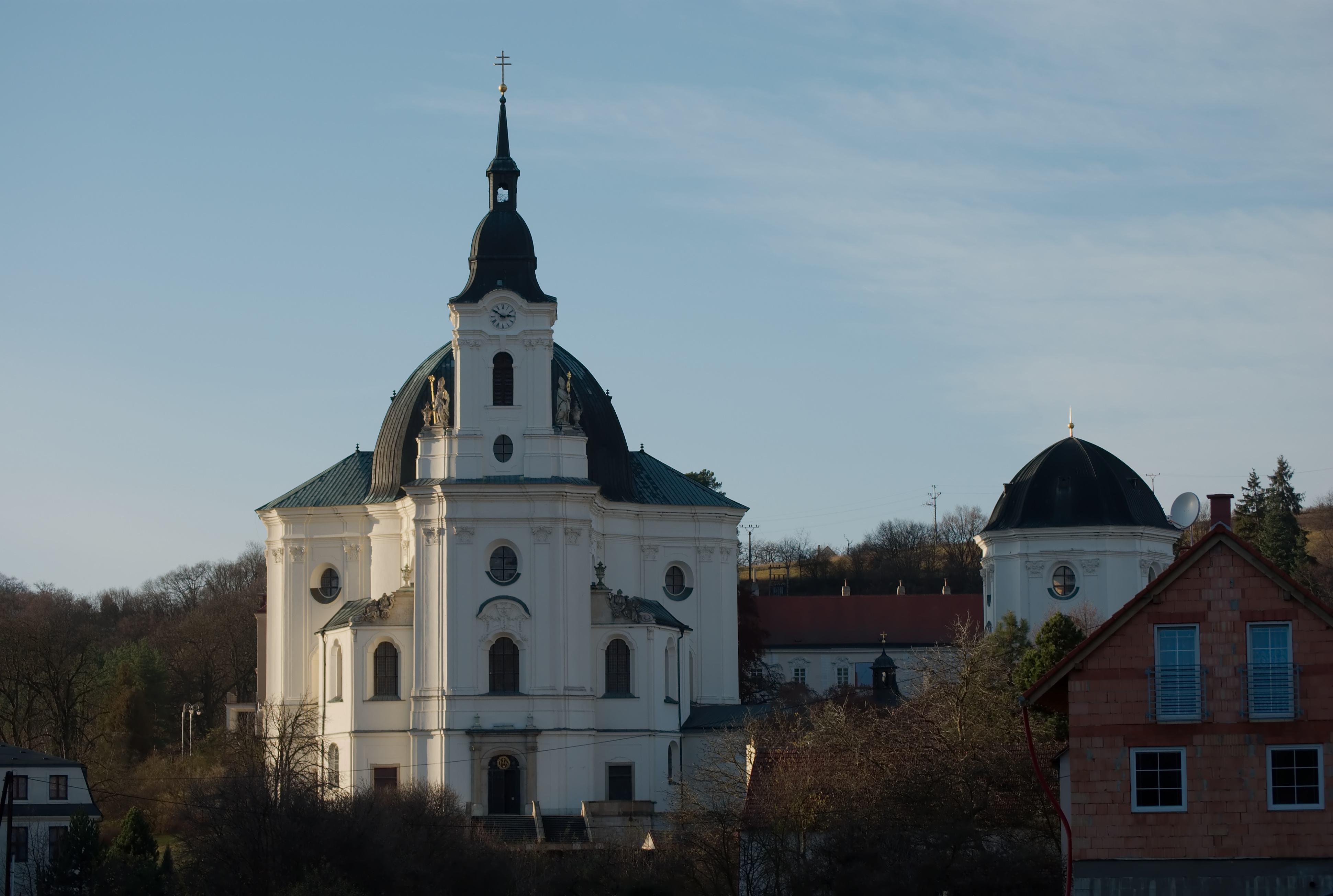
Křtiny
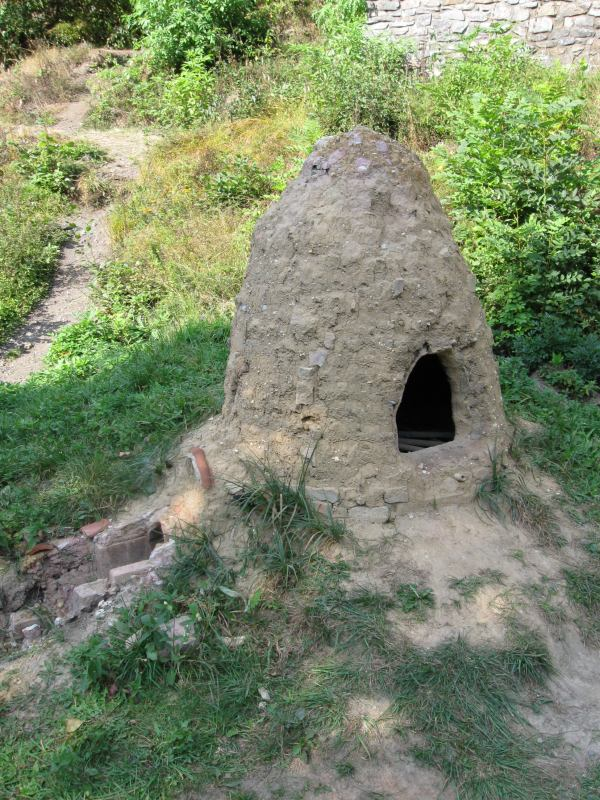
Pec pro výpal keramiky v Křtinském údolí
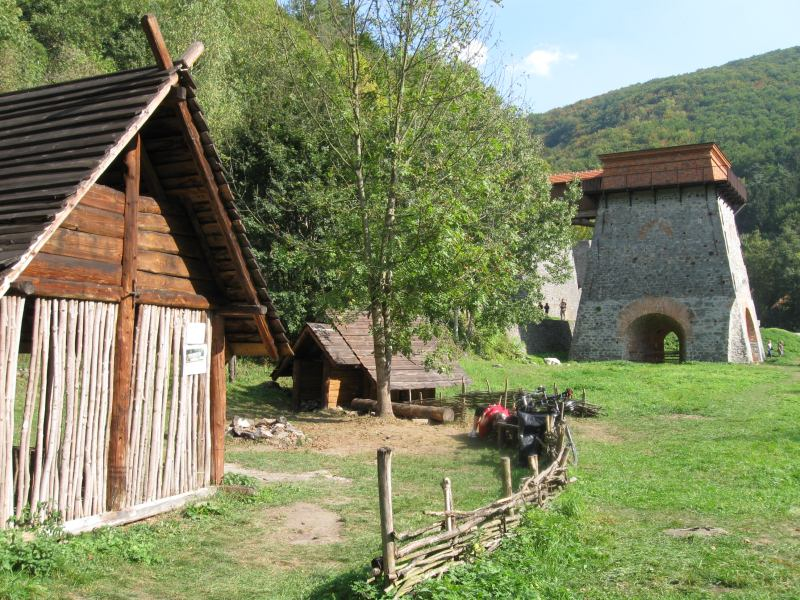
Huť Františka